# Edwin Max
Edwin Max (Den Haag, 23 augustus 1969) is een Nederlandse darter.
In 2007 haalde Mad Max zijn beste resultaat tot nu toe op een groot toernooi, toen hij de laatste 16 van de Winmau World Masters bereikte. Hij versloeg Brian Woods en Mark Barilli, voordat hij werd uitgeschakeld door Ted Hankey. In hetzelfde jaar bereikte Max de finale van de Swiss Open, waar hij verloor van zijn landgenoot Co Stompé.
In 2008 maakte Max zijn debuut op het World Professional Darts Championship. Hij verloor in de eerste ronde van Simon Whitlock, die later de finale zou halen. Ook voor het WK van 2009 wist Max zich te plaatsen. Hij versloeg in de eerste ronde Krzysztof Ratajski met 3-2. In de tweede ronde schakelde Tony O'Shea hem met 0-4 uit.

## Resultaten op Wereldkampioenschappen

### BDO
- 2008: Laatste 32 (verloren van Simon Whitlock met 0-3)
- 2009: Laatste 16 (verloren van Tony O'Shea met 0-4)